# Cephaloschiza clypealis
Cephaloschiza clypealis är en skalbaggsart som beskrevs av Moser 1920. Cephaloschiza clypealis ingår i släktet Cephaloschiza och familjen Melolonthidae. Inga underarter finns listade.